# 十四号仮乗降場
十四号仮乗降場（じゅうよんごうかりじょうこうじょう）は、北海道斜里郡斜里町字越川にあった日本国有鉄道（国鉄）根北線の仮乗降場（廃駅）である。

## 歴史
- 1958年（昭和33年）月日不詳：開業[1]。
- 1970年（昭和45年）12月1日：根北線廃線により廃止[1]。

## 隣の駅
日本国有鉄道
根北線
下越川駅 -　十四号仮乗降場 - <十六号仮乗降場> - 越川駅